# Federico Fernández
Federico Fernández, född 21 februari 1989 i Tres Algarrobos, Argentina, är en argentinsk fotbollsspelare som spelar som mittback för Al-Duhail. Fernández har även spelat för Argentinas landslag.

## Karriär
Den 9 augusti 2018 värvades Fernández av Newcastle United, där han skrev på ett tvåårskontrakt. I mars 2020 förlängde Fernández sitt kontrakt med ett år. I juli 2021 förlängde han sitt kontrakt med två år samt med option på ytterligare ett år.
Den 1 september 2022 värvades Fernández på fri transfer av Elche, där han skrev på ett ettårskontrakt. Den 4 februari 2023 värvades Fernández av qatariska Al-Duhail.

## Meriter

### Estudiantes
- Copa Libertadores: 2009
- Primera División de Argentina: 2010/2011

### Napoli
- Coppa Italia: 2011/2012, 2013/2014